# 因河畔诺伊豪斯
因河畔诺伊豪斯（德語：Neuhaus am Inn，發音：[ˈnɔʏhaʊs ʔam ˈʔɪn]）是德国巴伐利亚州下巴伐利亚行政区帕绍县的市镇，面积31.07平方千米，2023年12月31日人口为3,636人。